# Parlamentswahl in Estland 2019
- SDE: 10
- K: 26
- RE: 34
- I: 12
- EKRE: 19

Die Parlamentswahl in Estland 2019 fand am Sonntag, den 3. März 2019, statt.
Es waren die Wahlen zur 14. Legislaturperiode des estnischen Parlaments (Riigikogu) seit der ersten Parlamentswahl in der Republik Estland im November 1920.

## Wahlsystem

### Ablauf der Wahl
Das Ein-Kammer-Parlament (estnisch Riigikogu; wörtlich: „Staatsversammlung“) wird für die Dauer von vier Jahren gewählt. Das Parlament hat nach der estnischen Verfassung 101 Abgeordnete.
Wahlberechtigt sind alle estnischen Staatsangehörigen, die am Wahltag mindestens 18 Jahre alt sind. Gewählt werden kann jeder estnische Staatsangehörige, der am letzten Tag der Meldefrist für Kandidaten mindestens 21 Jahre alt ist.
Die Wahl findet nach dem Verhältniswahlrecht statt. Es gilt die Fünf-Prozent-Hürde.

### Wahlkreise
Um eine regionale Streuung der Abgeordneten zu gewährleisten, ist das Land in zwölf Mehrpersonen-Wahlkreise (valimisringkonnad) eingeteilt, in denen zwischen 5 und 15 Abgeordnete gewählt wurden:

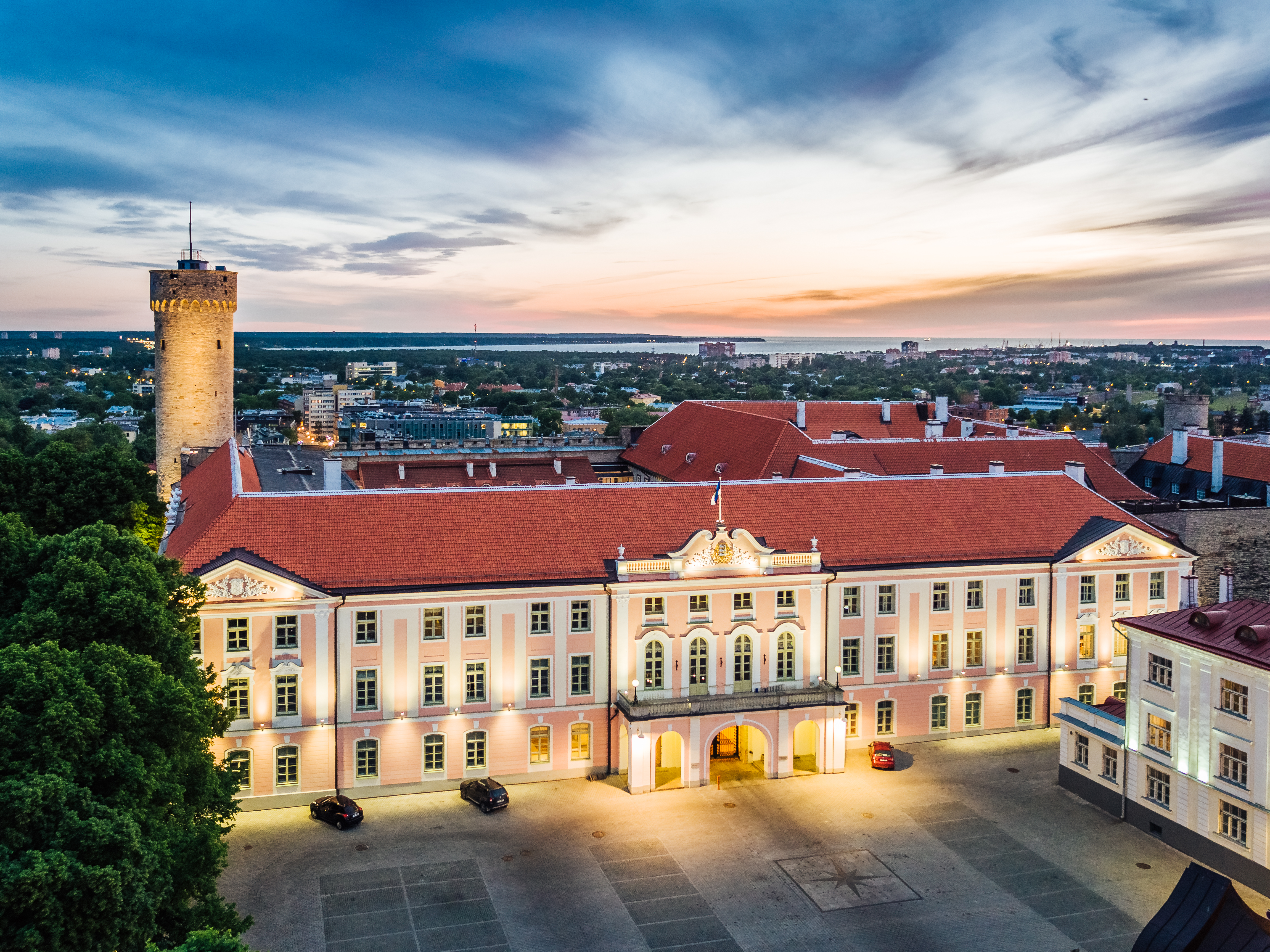
Blick auf das Hauptportal des estnischen Parlaments in Tallinn

| #  | Wahlkreis                                         | Sitze | Karte |
| -- | ------------------------------------------------- | ----- | ----- |
| 1  | Haabersti, Põhja-Tallinn und Kristiine in Tallinn | 10    |       |
| 2  | Kesklinn, Lasnamäe und Pirita in Tallinn          | 13    |       |
| 3  | Mustamäe und Nõmme in Tallinn                     | 8     |       |
| 4  | Kreis Harju (ohne Tallinn) und Kreis Rapla        | 15    |       |
| 5  | Hiiumaa, Kreis Lääne und Saaremaa                 | 6     |       |
| 6  | Kreis Lääne-Viru                                  | 5     |       |
| 7  | Kreis Ida-Viru                                    | 7     |       |
| 8  | Kreis Järva und Kreis Viljandi                    | 7     |       |
| 9  | Kreis Jõgeva und Kreis Tartu (ohne Stadt Tartu)   | 7     |       |
| 10 | Stadt Tartu                                       | 8     |       |
| 11 | Kreis Võru, Kreis Valga and Kreis Põlva           | 8     |       |
| 12 | Kreis Pärnu                                       | 7     |       |

### Internet-Stimmabgabe
Die Stimmabgabe war auch über Internet möglich. Vom 21. bis 27. Februar konnten Wahlberechtigte online wählen. Diese Möglichkeit nahmen 247.232 Esten wahr und somit 28 % aller Wahlberechtigten bzw. 43,9 % der an der Wahl teilnehmenden. Die hohe Zahl an Wählern über Internet könne wahlentscheidend sein, da diese Wähler „anders ticken als analoge Wähler“ und überdurchschnittlich zur Reformpartei tendieren, meinten Beobachter.

## Ausgangslage
Die letzte Parlamentswahl fand am 1. März 2015 statt. Damals schafften sechs Parteien den Einzug ins Parlament: die liberale Estnische Reformpartei (RE), die linkszentristische Estnische Zentrumspartei (K), die Sozialdemokraten (SDE), die konservative Vaterlandspartei (I), die konservative Estnische Freie Partei (EVA) und die nationalkonservative Estnische Konservative Volkspartei (EKRE).
Die nach der Wahl neu zustande gekommene Dreierkoalition aus Reformpartei (RE), Sozialdemokraten (SDE) und Vaterlandspartei (I) des seit März 2014 amtierenden Premierministers Taavi Rõivas (RE) zerbrach im November 2016. An ihre Stelle trat noch im selben Monat eine Koalition aus Zentrumspartei (K), SDE und I unter dem neuen Regierungschef Jüri Ratas (K). Die Freie Partei (EVA) und die Konservative Volkspartei (EKRE) blieben als Parlamentsneulinge in der Opposition. Dort fand sich Ende 2016 auch die seit 1999 in der Regierungsverantwortung stehende Reformpartei wieder.
Die Estnische Evangelisch-Lutherische Kirche (Eesti Evangeelne Luterlik Kirik, EELK) gab ihren Mitgliedern eine Wahlempfehlung, der zufolge die Zentrumspartei am ehesten die Positionen der EELK widerspiegele.

## Umfragen

### Prognosen vor der Wahl
Es wurde ein relativ enger Kampf zwischen der aktuell führenden Regierungspartei Zentrum (K) und der oppositionellen Reformpartei (RE) um die Stellung als stärkste Partei erwartet, die laut den Demoskopen beide nicht mit nennenswerten Verlusten oder Gewinnen im Vergleich zur letzten Wahl vor vier Jahren rechnen mussten. Deutlich zulegen sollte demnach die rechtspopulistische Konservative Volkspartei (EKRE), die bei einem Wert um 20 % gesehen wurde. Dies geschah vor allem auf Kosten der Freien Partei (EVA), die nach knapp 9 % bei der Wahl 2015 nur noch bei unter 2 % eingeschätzt wurde. Mit – leichteren – Verlusten mussten nach Ansicht der Demoskopen die an der Regierung beteiligten Sozialdemokraten und die konservative Vaterlandspartei (I) rechnen. Leichte Gewinne wurden hingegen den Grünen (EER) prognostiziert; ein Parlamentseinzug schien allerdings unwahrscheinlich. Die sozial-liberale Partei Estonia 200 (E200) trat erstmals bei einer Wahl an und wurde von den Wahlforschern unterschiedlich eingeschätzt, nämlich zwischen 2 und 6 %.

### Verlauf von Umfragewerten

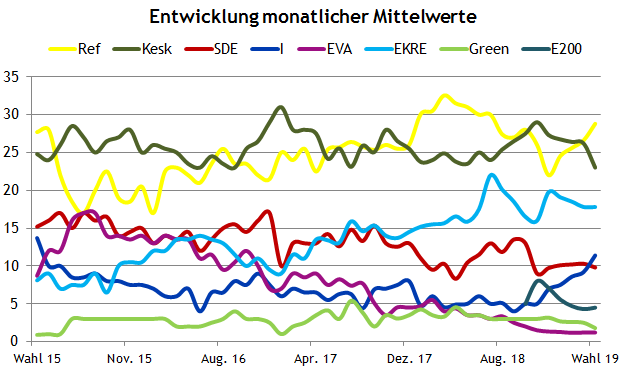
Verlauf der Umfragen bis zur Wahl

### Letzte Umfragen vor der Wahl
| Datum                  | Umfrageinstitut   | RE                     | K           | SDE  | I    | EVA  | EKRE | EER | E200 | Sonstige | Vorsprung der stimmenstärksten Partei | Regierung-Opposition |     |     |     |     |             |
| ---------------------- | ----------------- | ---------------------- | ----------- | ---- | ---- | ---- | ---- | --- | ---- | -------- | ------------------------------------- | -------------------- | --- | --- | --- | --- | ----------- |
| Datum                  | Umfrageinstitut   | 26. – 28. Februar 2019 | Kantar Emor | 26.6 | 24.5 | 11.9 | 10.1 | 1.3 | 17.3 | Sonstige | Vorsprung der stimmenstärksten Partei | Regierung-Opposition | 2.2 | 4.3 | 1.8 | 2.1 | 46.5 – 45.2 |
| 28. Jan – 28. Feb 2019 | Norstat           | 29.5                   | 25.7        | 10.2 | 9.2  | 1    | 16.4 | 2.9 | 3.3  | 1.8      | 3.8                                   | 45.1 – 46.9          |     |     |     |     |             |
| 14. – 20. Februar 2019 | Kantar Emor       | 25.7                   | 24.7        | 10.1 | 9.2  | 0.9  | 21.3 | 2   | 5.6  | 0.5      | 1                                     | 44 – 47.9            |     |     |     |     |             |
| 7. – 20. Februar 2019  | Turu-uuringute AS | 24                     | 28          | 11   | 10   | 2    | 17   | 3   | 4    | 1        | 4                                     | 49 – 43              |     |     |     |     |             |
| 12. – 18. Februar 2019 | Faktum Ariko      | 25                     | 22          | 11   | 11   | 2    | 18   | 2   | 4    | 4        | 3                                     | 44 – 45              |     |     |     |     |             |
| 21. Jan – 17. Feb 2019 | Norstat           | 28.8                   | 27.1        | 9    | 9.2  | 0.9  | 16.4 | 3   | 3.4  | 2.2      | 1.7                                   | 45.3 – 46.1          |     |     |     |     |             |
| 14. Jan – 11. Feb 2019 | Norstat           | 27.9                   | 28.8        | 8.9  | 7.7  | 1    | 17   | 2.8 | 3.8  | 2.1      | 0.9                                   | 45.4 – 45.9          |     |     |     |     |             |
| 4. – 7. Februar 2019   | Kantar Emor       | 24.5                   | 26.5        | 11.5 | 8.6  | 0.7  | 18.9 | 2.2 | 6.4  | 0.7      | 2                                     | 46.6 – 44.1          |     |     |     |     |             |
| 7. Jan – 4. Feb 2019   | Norstat           | 27                     | 28.7        | 9.1  | 7.4  | 0.7  | 17.7 | 2.7 | 3.7  | 3        | 1.7                                   | 45.2 – 45.4          |     |     |     |     |             |
| 1 Mär 2015             | Wahl 2015         | 27.7                   | 24.8        | 15.2 | 13.7 | 8.7  | 8.1  | 0.9 | –    | 0.9      | 2.9                                   | 56,6 – 41,6          |     |     |     |     |             |

## Wahlergebnis

Stimmenstärkste Partei nach Wahlkreisen:
Estnische Reformpartei
Estnische Zentrumspartei
Estnische Konservative Volkspartei

Zusammensetzung des gewählten Riigikogu (Farben wie in der Tabelle)

| Partei                            | Partei                                    | Stimmen | Stimmen | Stimmen | Sitze  | Sitze |
| Partei                            | Partei                                    | Anzahl  | %       | +/−     | Anzahl | +/−   |
| --------------------------------- | ----------------------------------------- | ------- | ------- | ------- | ------ | ----- |
|                                   | Estnische Reformpartei (RE)               | 162.363 | 28,9    | +1,2    | 34     | +4    |
|                                   | Estnische Zentrumspartei (K)              | 129.618 | 23,1    | −1,8    | 26     | −1    |
|                                   | Estnische Konservative Volkspartei (EKRE) | 99.671  | 17,8    | +9,7    | 19     | +12   |
|                                   | Vaterland (I)                             | 64.219  | 11,4    | −2,3    | 12     | −2    |
|                                   | Sozialdemokratische Partei (SDE)          | 55.168  | 9,8     | −5,4    | 10     | −5    |
|                                   | Estland 200 (E200)                        | 24.447  | 4,4     | Neu     | —      | —     |
|                                   | Grüne Estlands (EER)                      | 10.226  | 1,8     | +0,9    | —      | —     |
|                                   | Biodiversitätische Partei (EE)            | 6.858   | 1,2     | Neu     | —      | —     |
|                                   | Estnische Freie Partei (EVA)              | 6.460   | 1,2     | −7,5    | —      | −8    |
|                                   | Vereinigte Linkspartei Estlands (EÜVP)    | 510     | 0,1     | ±0      | —      | —     |
|                                   | Unabhängige Kandidaten                    | 1.590   | 0,3     | +0,1    | —      | —     |
| Gesamt                            | Gesamt                                    | 563.107 | 100,0   | —       | 101    | —     |
| Gültige Stimmen                   | Gültige Stimmen                           | 561.131 | 99,3    | ±0      |        |       |
| Ungültige Stimmen                 | Ungültige Stimmen                         | 3.897   | 0,7     | ±0      |        |       |
| Wahlbeteiligung                   | Wahlbeteiligung                           | 565.028 | 63,7    | −0,5    |        |       |
| Nichtwähler                       | Nichtwähler                               | 322.391 | 36,3    | +0,5    |        |       |
| Wahlberechtigte                   | Wahlberechtigte                           | 887.419 |         |         |        |       |
| Quelle: Staatliche Wahlkommission |                                           |         |         |         |        |       |

## Wahlanalyse
Künftig sind nur noch fünf statt bislang sechs Parteien im estnischen Parlament vertreten. Die Estnische Freie Partei schied nach nur einer Legislaturperiode aus dem Parlament aus. Zudem verlor die bisherige Regierungskoalition ihre Mehrheit, da alle bisherigen Koalitionspartner Stimmverluste hinnehmen mussten.
Die liberale Reformpartei bleibt stärkste Fraktion im Parlament und konnte die Anzahl ihrer Sitze erhöhen. Nach zuletzt 30 ist sie diesmal mit 34 Abgeordneten vertreten, wobei die absoluten Zugewinne bei den Wählerstimmen allerdings relativ gering ausfielen.
Zweitstärkste Partei wurde wieder die bisher regierende Zentrumspartei. Die Partei musste allerdings vor allem bei ihrer traditionellen Wählerschaft, der russischsprachigen Bevölkerung, Stimmverluste hinnehmen, da diese z. T. nicht mehr zur Wahl ging. In den Tallinner Stadtteilen mit starker russischsprachiger Bevölkerung und im russisch geprägten Kreis Ida-Viru blieb die Zentrumspartei aber auch diesmal wieder stärkste politische Kraft.
Drittstärkste Kraft wurde die Estnische Konservative Volkspartei, die ihre Stimmenanzahl mehr als verdoppeln konnte. Die Partei hatten dabei vor allem mit ihren nationalen, erzkonservativen und populistischen Positionen sowie als Protestpartei (vor der Wahl hatten die meisten anderen Parteien eine Zusammenarbeit ausgeschlossen) Wähler dazugewinnen können. Ihr gelang es, 19 Parlamentssitze zu erreichen.
Die bisher mitregierende konservative Vaterlandspartei musste leichte Verluste hinnehmen. Nachdem man im Vorfeld der Wahl zunächst um den Wiedereinzug in das Parlament zittern musste, hatte man in den letzten Monaten vor der Wahl z. B. mit der Ablehnung des UN-Migrationspakts u. a. im nationalkonservativen Lager noch einmal Stimmen holen können. Der Wiedereinzug ins Parlament gelang somit schließlich mit 12 Sitzen.
Der zweite bisherige Koalitionspartner, die Sozialdemokraten, musste deutliche Verluste in der Wählergunst hinnehmen und wurde mit 10 Sitzen zur kleinsten noch im Parlament vertretene Kraft. Die Partei selber begründete die Verluste vor allem mit der Konkurrenz durch die neu gegründete Partei Estonia 200, die ihrerseits den Einzug ins Parlament knapp verpasste.

## Regierungsbildung
Nachdem die Reformpartei die meisten Sitze gewonnen hatte, übernahm sie die Führung bei der Bildung einer neuen Regierung. Deren Vorsitzende Kaja Kallas erklärte, dass sie eine Dreierkoalition mit der Vaterlandspartei und der Sozialdemokratischen Partei oder eine Zweierkoalition mit der Zentrumspartei anstreben werde. Am 6. März kündigte die Reformpartei an, dass sie Gespräche mit der Zentrumspartei aufnehmen werde. Zwei Tage später lehnte die Zentrumspartei das Angebot aufgrund von Meinungsverschiedenheiten in Steuerfragen und dem Vorwurf, dass die Forderungen der Reformpartei zu ultimativ seien, ab. Nach der Ablehnung der Zentrumspartei lud die Reformpartei die Sozialdemokraten und die Vaterlandspartei zu Verhandlungen ein, obwohl sie zwei Tage zuvor gesagt hatte, dass das schlechte Verhältnis zwischen den Parteien in der vorherigen Regierung für eine zukünftige Koalition nicht hilfreich wäre.
Am 11. März erklärte der Vize-Vorsitzende der Zentrumspartei, Jaanus Karilaid, dass man Koalitionsverhandlungen mit der Vaterlandspartei und der rechtspopulistischen Konservativen Volkspartei (EKRE) aufnehmen werde. Die Entscheidung sorgte insbesondere unter Angehörigen der russischsprachigen Minderheit, unter denen die Zentrumspartei traditionell beliebt ist, für Kritik. Als Konsequenz trat der Zentrumsabgeordnete Raimond Kaljulaid am 5. April 2019 aus seiner Partei aus und kündigte an, künftig als Unabhängiger dem Parlament anzugehören. Vor der Wahl hatten alle etablierten Parteien eine Koalition mit der EKRE ausgeschlossen.
Nachdem sie von Staatspräsidentin Kersti Kaljulaid mit der Regierungsbildung beauftragt worden war, legte Kallas ein Programm für eine Minderheitsregierung mit den Sozialdemokraten vor, scheiterte damit aber am 15. April vor dem Parlament. Dadurch wurde der Weg frei für den Zentrumsvorsitzenden Ratas. Er stellte seine Koalitionsregierung mit Vaterlandspartei und EKRE am 17. April zur Abstimmung und wurde mit 55 Stimmen im Amt bestätigt.